# سيراس غراي
سيراس غراي (بالإنجليزية: Cyrus Gray)‏ هو لاعب كرة قدم أمريكية أمريكي، ولد في 18 نوفمبر 1989 في دي سوتو في الولايات المتحدة.

## وصلات خارجية
- سيراس غراي على موقع إي إس بي إن.كوم (أن.أف.أل)3
- سيراس غراي على موقع مرجع كرة القدم المحترفة.كوم (الإنجليزية)